# Згурівська вулиця
Згу́рівська ву́лиця — вулиця у Солом'янському районі м. Києва, місцевість Совки.
Пролягає від кінця забудови до вулиці Федьковича.

## Історія
Виникла у 50-х роках ХХ століття під назвою Нова. Сучасна назва — з 1958 року. Названа на честь смт Згурівка.